# Canoa/kayak ai Giochi della XXIX Olimpiade - C1 500 metri maschile

## Batterie
Hanno partecipato alle batterie di qualificazione 22 atleti, suddivisi in 3 batterie: i vincitori di ogni batteria si sono qualificati direttamente per la finale, mentre i canoisti dal 2º al 7º posto hanno effettuato la semifinale.
19 agosto 2008
| Posizione | Atleta                   | Paese     | Tempo    | Note |
| --------- | ------------------------ | --------- | -------- | ---- |
| 1         | David Cal                | Spagna    | 1:48.095 | QF   |
| 2         | Florin Georgian Mironcic | Romania   | 1:48.608 | QS   |
| 3         | Yuriy Cheban             | Ucraina   | 1:49.454 | QS   |
| 4         | Attila Vajda             | Ungheria  | 1:49.942 | QS   |
| 5         | Aldo Pruna               | Cuba      | 1:51.111 | QS   |
| 6         | Nivalter Jesus           | Brasile   | 1:51.363 | QS   |
| 7         | Torsten Lachmann         | Australia | 2:00.594 | QS   |
| 8         | Fortunato Luis Pacavira  | Angola    | 2:13.265 |      |

| Posizione | Atleta                | Paese       | Tempo    | Note |
| --------- | --------------------- | ----------- | -------- | ---- |
| 1         | Aleksander Zhukovskiy | Bielorussia | 1:48.669 | QF   |
| 2         | Mark Oldershaw        | Canada      | 1:48.817 | QS   |
| 3         | Mathieu Goubel        | Francia     | 1:49.527 | QS   |
| 4         | Andreas Dittmer       | Germania    | 1:49.527 | QS   |
| 5         | Mikhail Yemelyanov    | Kazakistan  | 1:54.832 | QS   |
| 6         | Marian Ostrcil        | Slovacchia  | 1:55.911 | QS   |
| 7         | Calvin Mokoto         | Sudafrica   | 2:03.372 | QS   |

| Posizione | Atleta               | Paese      | Tempo    | Note |
| --------- | -------------------- | ---------- | -------- | ---- |
| 1         | Maxim Opalev         | Russia     | 1:47.849 | QF   |
| 2         | Li Qiang             | Cina       | 1:49.164 | QS   |
| 3         | Paweł Baraszkiewicz  | Polonia    | 1:50.463 | QS   |
| 4         | Vadim Menkov         | Uzbekistan | 1:52.793 | QS   |
| 5         | Andreas Kiligkaridis | Grecia     | 1:54.541 | QS   |
| 6         | Mikelis Ezmalis      | Lettonia   | 1:54.890 | QS   |
| 7         | Sean Pangelinan      | Guam       | 2:12.696 | QS   |

## Semifinali
I primi tre atleti di ogni semifinale si sono qualificati per la finale.
21 agosto 2008
| Posizione | Atleta          | Paese      | Tempo    | Note |
| --------- | --------------- | ---------- | -------- | ---- |
| 1         | Yuriy Cheban    | Ucraina    | 1:51.507 | QF   |
| 2         | Mathieu Goubel  | Francia    | 1:52.239 | QF   |
| 3         | Li Qiang        | Cina       | 1:52.887 | QF   |
| 4         | Andreas Dittmer | Germania   | 1:53.182 |      |
| 5         | Aldo Pruna      | Cuba       | 1:53.809 |      |
| 6         | Vadim Menkov    | Uzbekistan | 1:55.610 |      |
| 7         | Nivalter Jesus  | Brasile    | 1:56.139 |      |
| 8         | Marian Ostrcil  | Slovacchia | 1:58.401 |      |
| 9         | Sean Pangelinan | Guam       | 2:17.940 |      |

| Posizione | Atleta                   | Paese      | Tempo    | Note |
| --------- | ------------------------ | ---------- | -------- | ---- |
| 1         | Attila Vajda             | Ungheria   | 1:51.029 | QF   |
| 2         | Florin Georgian Mironcic | Romania    | 1:51.535 | QF   |
| 3         | Paweł Baraszkiewicz      | Polonia    | 1:51.744 | QF   |
| 4         | Mark Oldershaw           | Canada     | 1:52.649 |      |
| 5         | Andreas Kiligkaridis     | Grecia     | 1:56.310 |      |
| 6         | Mikelis Ezmalis          | Lettonia   | 1:56.907 |      |
| 7         | Torsten Lachmann         | Australia  | 1:59.119 |      |
| 8         | Mikhail Yemelyanov       | Kazakistan | 2:06.908 |      |
| 9         | Calvin Mokoto            | Sudafrica  | 2:12.226 |      |

## Finale
23 agosto 2008
| Posizione | Atleta                   | Paese       | Tempo    |
| --------- | ------------------------ | ----------- | -------- |
|           | Maxim Opalev             | Russia      | 1:47.140 |
|           | David Cal                | Spagna      | 1:48.397 |
|           | Yuriy Cheban             | Ucraina     | 1:48.766 |
| 4         | Mathieu Goubel           | Francia     | 1:49.056 |
| 5         | Aleksandr Zhukovskiy     | Bielorussia | 1:49.092 |
| 6         | Li Qiang                 | Cina        | 1:49.287 |
| 7         | Florin Georgian Mironcic | Romania     | 1:49.861 |
| 8         | Paweł Baraszkiewicz      | Polonia     | 1:50.048 |
| 9         | Attila Vajda             | Ungheria    | 1:50.156 |